# Elżbieta Wojnowska

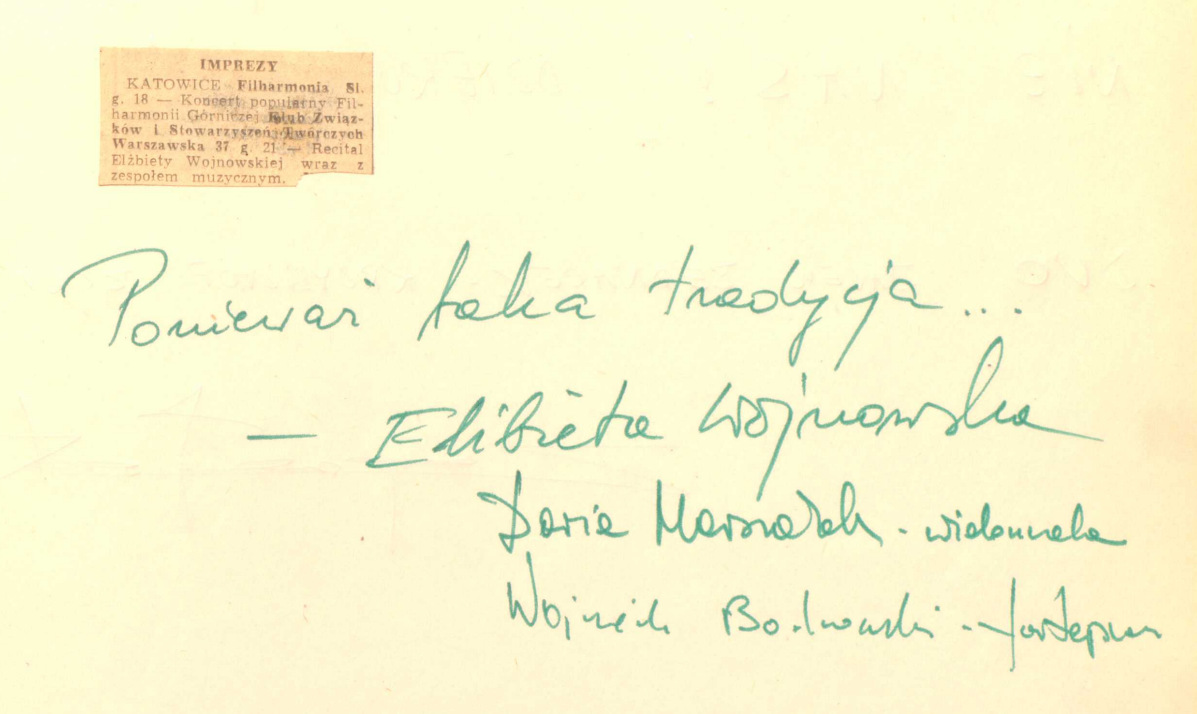
Wpis Elżbiety Wojnowskiej do Kroniki Klubu Związków i Stowarzyszeń Twórczych, 27.04.1981r.

Elżbieta Wojnowska (ur. 19 listopada 1948 w Częstochowie) – piosenkarka, kompozytorka, aktorka i pedagog.

## Życiorys
Zadebiutowała na scenie w 12. roku życia w Teatrze Dramatycznym im. Adama Mickiewicza w Częstochowie rolą Nel w adaptacji powieści pt. W pustyni i w puszczy autorstwa Henryka Sienkiewicza.
Po nauce w I Liceum Ogólnokształcącym im. Juliusza Słowackiego w Częstochowie ukończyła Studium Nauczycielskie w Cieszynie (kierunek wychowanie muzyczne) i była studentką historii sztuki na Katolickim Uniwersytecie Lubelskim. Była wykładowcą PWSFTviT w Łodzi oraz Wyższej Szkole Aktorskiej Machulskich w Warszawie.
W latach 1969–1972 współpracowała z orkiestrą Ośrodka Telewizyjnego w Katowicach oraz Estradą Opolską, podczas studiów z kabaretami i teatrzykami studenckimi. W 1973 wystąpiła na festiwalu FAMA w Świnoujściu, a w roku 1974 na XI Festiwalu Piosenki i Piosenkarzy Studenckich w Krakowie oraz XII Krajowym Festiwalu Polskiej Piosenki w Opolu, zdobywając na obu główne nagrody za interpretację utworu „Zaproście mnie do stołu”. W tym samym roku Elżbieta Wojnowska wystąpiła gościnnie na Międzynarodowym Festiwalu Piosenki w Sopocie. Zdobyła główną nagrodę (w kategorii recitali) na Ogólnopolskich Spotkaniach Estradowych w Rzeszowie (1984), taką samą na Przeglądzie Piosenki Aktorskiej we Wrocławiu (za interpretację) w 1985. W 1985 przyznano jej nagrodę FIDOF na Festiwalu Piosenki w Dreźnie.
Ze swymi recitalami piosenkarskimi występowała w Polsce i poza jej granicami (Moskwa, Praga, Budapeszt, Lublana, Paryż, Rostock, Londyn, Berlin). Kiedy, po dłuższej przerwie, wznowiła występy w listopadzie 1999 roku – recitalem w studiu radiowej „Trójki” – została bardzo dobrze przyjęta zarówno przez krytykę, jak i publiczność, czego dowodem nagrania z tego koncertu (oraz występu w 2000), które zebrane zostały na płycie Zaproście mnie do stołu z 2000 r.
Poetycki recital Wojnowskiej i towarzyszącego jej na fortepianie Włodka Pawlika, w ramach Warszawskiej Jesieni Poezji 2002 był transmitowany (i rejestrowany) przez Polskie Radio. 23 kwietnia 2004 roku we Wrocławiu odbył się koncert z okazji 30-lecia pracy artystycznej Elżbiety Wojnowskiej. W 2014 roku wystąpiła na uroczystym koncercie 25 lat! Wolność – kocham i rozumiem! na 51. KFPP. Wykonała piosenkę „Mury” z repertuaru Jacka Kaczmarskiego. Jubileuszowy koncert z okazji 40-lecia pracy twórczej odbył się 10 listopada 2014 w Studiu Koncertowym Polskiego Radia im. Witolda Lutosławskiego.
Role teatralne
- Nel – W pustyni i w puszczy
- Isia – Wesele
- Jenny Stewart – Drewniana miska
- gościnie w Teatrze STU w spektaklach Markietanki i Kobiety na tyłach wojsk w walce o pokój według Brechta.

Występy w telewizji
- 1975 – Film telewizyjny Podróże z Hagawem
- 1976 – Recital Zaduszki poetyckie
- 1977 – Recital według scenariusza Magdy Umer
- 1981 – Recital pieśni do wierszy Leszka Aleksandra Moczulskiego z muzyką Jacka Zielińskiego (13 maja 1981);
- 1986 – Recital songów Bertolta Brechta, w reż. Stefana Szlachtycza
- 1986 – Spektakl telewizyjny Gwóźdź Sokratesa – songi i wiersze Bertolta Brechta, scen. i reż.: Stefan Szlachtycz
- 1987 – Widowisko poetyckie Zawsze poezja ze mną – recital pieśni do wierszy Władysława Broniewskiego
- 1988 – Recital Moje piosenki z Włodzimierzem Nahornym TVP2
- 1991 – Widowisko telewizyjne Pieśni postne TVP1
- 1995 – Elżbieta i mężczyźni FAMA ’95, TVP2
- 1998 – Dziesięć utworów o miłości – recital sonetów i pieśni z muzyką Włodka Pawlika TVP2
- 2003 – Zaproście mnie do stołu – recital dla TV Polonia
- 2004 –  Elżbieta Wojnowska śpiewa sonety Szekspira TVP2 i TVP Kultura – rejestracja koncertu 23 kwietnia 2004 roku w kościele św. Jana w Gdańsku na Festiwalu Szekspirowskim (z udziałem Włodka Pawlika – fortepian i Wrocławskiej Orkiestry Kameralnej „Leopoldinum”).

Silnym, o dźwięcznej, czystej barwie głosem śpiewała i śpiewa wiersze współczesnych poetów polskich (Bursy, Wojaczka, Poświatowskiej, Różewicza, Osieckiej i inni.), a także polskich i europejskich klasyków (Norwida, Wyspiańskiego, Brechta, Szekspira). Jej interpretacje wyróżnia szczególne ciepło i liryzm, co w połączeniu z dogłębnym zrozumieniem śpiewanego tekstu oraz perfekcją wykonania daje efekt doceniany również przez samych „śpiewanych” poetów. Marian Grześczak napisał o Wojnowskiej, że „mieszka w ich wierszach, a ich słowa stają się jej słowami” (Marian Grześczak, Słowa wojnowskie, „Poezja” 2001 rok). Muzykę pisali dla niej Henryk Alber, Janusz Strobel, Janusz Tylman, Włodek Pawlik i inni. Wojnowska śpiewa również własne kompozycje lub wykorzystuje utwory Kurta Weilla czy Hansa Eislera.
Przez 30 lat była żoną dziennikarza Andrzeja (Ibisa) Wróblewskiego (ur. 26 lipca 1922, zm. 20 marca 2002).
Mieszka i działa społecznie w Warszawie, na Ursynowie. Była radną, współtworzyła (wraz z mężem) Ursynowsko-Natolińskie Towarzystwo Społeczno-Kulturalne.
W 2001 została odznaczona Krzyżem Kawalerskim Orderu Odrodzenia Polski, za zasługi dla kultury polskiej i działalność społeczną. W 2005 otrzymała Nagrodę Ministra Kultury.

## Dyskografia
- SP Zaproście mnie do stołu; Polskie Nagrania „Muza” (N 0736), 1974
- 2SP Elżbieta Wojnowska; Tonpress (S 129/130),
- LP Życie moje, Polskie Nagrania Muza (SX 1710), 1978
- 2LP Songi Brechta – live – nagranie koncertowe z Teatru STU w Krakowie; Polskie Nagrania (SX 2604/2605), 1987
- CD Songi Brechta – live; Polskie Nagrania (PNCD 273), 1994
- CD Zaproście mnie do stołu; Universal Music Polska (CD 013308-2), 2000
- CD Sztuczny miód; Złota Kolekcja; Pomaton EMI, 2002 (23 marca 2002)
- CD Elżbieta Wojnowska, Włodek Pawlik – Sonety Szekspira; PPA i CS Impart, 2004